# Bogislaus von Rosen
Bogislaus von Rosen, född 1580, död 1659, var en svensk militär.

## Biografi
Bogislaus von Rosen föddes 1580. Han var son till Gustaf von Rosen och Katarina von Damitz. von Rosen blev 1617 ståthållare på Jama och Kopporie. Han blev 1 oktober 1617 svensk adelsman och kallas i adelsbrevet: vår tro undersåte, ärlig och försiktig. von Rosen fick 1622 Estland i förläning av kung Gustav II Adolf. Vid riksdagen 1634 ansökte han om introduktion i Sveriges Riddarhus, då han tillhandlat sig gods i Sverige, vilket Johan Skytte den yngre intygade. Han avled 1659 och begravdes i S:t Nicolau kyrka i Reval, där han gett donationer.

### Egendom
von Rosen ägde Rosenhagen och Kaltenbrunn.

### Familj
von Rosen gifte sig första gången med Maria von Molkenbauer, dotter till Per Molkenbauer. De fick tillsammans barnen Margareta von Rosen som var gift med ståthållaren Peter Örneklou, ryttmästaren Anders von Rosen (1620–1682), Kristina Katarina von Rosen som var gift med överstelöjtnanten Johan von der Pahlen och ståthållaren Axel von Rosen (1624–1679) på Revals slott.
Han gifte sig andra gången med Magdalena von Stempel. De fick tillsammans ryttmästaren Henrik von Rosen som var gift med Elisabet Helena von Yxkull.